# Effet de démonstration
L'effet de démonstration est un cas particulier de l'effet d'imitation appliqué aux comportements de consommation.
D'une manière générale, l'effet d'imitation pointe la propagation, dans une société, de normes de comportements adoptées d'un modèle. La mode en est un exemple, de même que la copie des procédés de fabrication d'une entreprise innovatrice dans une activité, ou l'emprunt des styles ou modes de vie réputés enviables pratiqués par des groupes sociaux particulièrement en vue.
L'effet de démonstration — concept formulé par l'économiste James Stemble Duesenberry (en) en 1949 — constitue une application concrète des effets du principe d'imitation chez les détenteurs de revenus à l'occasion de leur dépense de consommation.

## Effet de démonstration selon Duesenberry

### Principe
L'effet de démonstration constitue la base de la théorie du revenu relatif. L'auteur affirme que les agents d'un groupe social donné ont tendance à imiter la consommation d'un groupe au revenu supérieur, en voulant faire une « démonstration » de leur statut social. Cette volonté induit un accroissement de leur propension à consommer.
Duesenberry explique que les ménages se répartissent en groupes, des plus pauvres aux plus riches, et adoptent des habitudes de consommation qui les amènent à imiter les individus du groupe supérieur. C'est précisément cela qu’il appelle l’effet de démonstration et qui a pour conséquence que la propension à consommer est généralement peu sensible (inélasticité) aux fluctuations du revenu. Ainsi les choix de consommation dépendent certes du niveau de revenu, mais sont modulés en fonction de l’image que le consommateur veut présenter aux autres membres de la société. En conséquence, toute personne d'une catégorie socio-professionnelle donnée aurait tendance à adopter les comportements de consommation de la catégorie supérieure.

### Application
Soient deux groupes, les riches R et les pauvres P. Y est le revenu, C la consommation et c la propension à consommer.
On a Y = Yr + Yp et C = Cr + Cp avec Cr = cr.Yr et Cp = cp.Yp 

avec : c = C/Y = (Cr + Cp)/(Yr + Yp) et c = (crYr + cpYp)/(Yr + Yp)

c = cr × (Yr /(Yr + Yp)) + cp × (Yp/(Yr + Yp))

c = ∆ cr + (1-∆) cp 

La partie du revenu qui est allouée à la consommation ne semble donc pas dépendre uniquement du revenu de l'agent comme le prétend la théorie keynésienne. Il y a un lien entre la consommation et l'existence de tranches sociales. Cet aspect psychologique et social de la consommation est en contradiction avec la théorie keynésienne qui affirme que l'évolution de la demande ne dépend que du revenu. Ce qui signifierait que les décisions sont prises de manière isolée, uniquement en fonction des prix.
Ce découpage de la société en groupe sera repris par l'économiste anglais Nicholas Kaldor dans sa théorie de la répartition.